# ووليتشي بورين
ووليتشي بورين (بالصينية: 乌力吉布仁؛ مواليد 1 مارس 1990) هو مُقاتل فنون قتالية مختلطة صيني.

## وصلات خارجية
- ووليتشي بورين على موقع يو إف سي (الإنجليزية)
- ووليتشي بورين على موقع شيردوغ (الإنجليزية)